# 셰마구
셰마구(Sheema)는 우간다의 구로 행정 중심지는 키빙고이며 면적은 699.1km2, 인구는 220,200명(2012년 기준)이다. 행정 구역상으로는 서부 주에 속한다. 북쪽으로는 부흐웨주 구, 동쪽으로는 음바라라 구, 남쪽으로는 은퉁가모 구, 남서쪽으로는 미토마 구, 서쪽으로는 부셰니 구와 접한다.

## 같이 보기
- 서부주 (우간다)
- 우간다의 행정 구역